# Sonny Liston
Pour les articles homonymes, voir Liston.
Charles L. « Sonny » Liston est un boxeur américain né le 8 mai 1932 à Sand Slough, Arkansas, et mort le 30 décembre 1970 à Las Vegas.
Il devient champion du monde poids lourds le 25 septembre 1962 en battant par KO Floyd Patterson dès le 1er round. Liston est l'un des puncheurs les plus puissants de l'histoire de la boxe[non neutre].

## Biographie

### Jeunesse
Sonny Liston prétend être né en 1932 mais il semble qu'il soit né pendant les années 1920. 24e d’une fratrie recomposée de 25 enfants, issu d'une famille pauvre d'agriculteurs, il est battu tout au long de son enfance par son père et se retrouve en prison à plusieurs reprises pour divers délits,. Il y apprend la boxe, apparaissant vite comme doté d'une puissance surprenante, et ayant du mal à trouver des gants à sa taille tant ses mains étaient grandes. Il remporte les Golden Gloves dans les rangs amateurs.

### Débuts professionnels
Il commence sa carrière le 2 septembre 1953. Combattant principalement à Saint-Louis dans le Missouri, il bat la plupart de ses adversaires par KO, ne concédant qu'une défaite aux points en 8 rounds lors de son 8e combat professionnel, après avoir eu la mâchoire cassée au milieu du combat. Sa carrière connaît pourtant un coup d'arrêt en 1956 : il se retrouve en prison à la suite d'une altercation avec un agent de police.

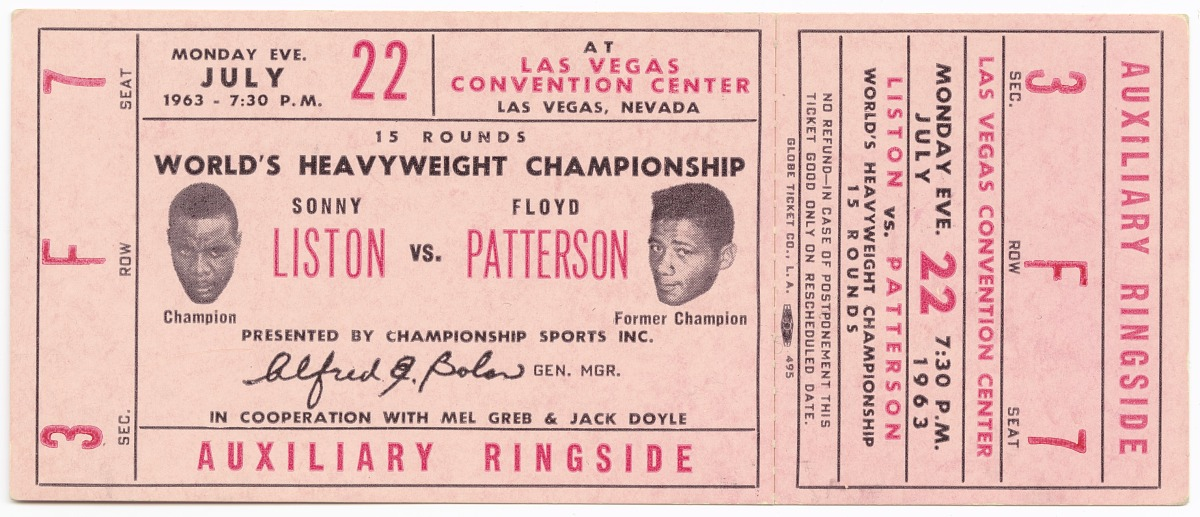
Ticket du combat entre Sonny Liston et Floyd Patterson le 22 juillet 1963

### Retour
Il fait son retour sur le ring le 29 janvier 1958, boxant à travers toute l'Amérique de l'Illinois à la Floride en passant par le Texas, remportant toujours la majorité de ses victoires par KO. Parmi ses adversaires les plus sérieux, on notera Cleveland Williams, qu'il bat par KO à deux reprises en 1959 et 1960, Zora Folley, qu'il met KO en 3 rounds, et Eddie Machen, qu'il bat par décision unanime en 12 rounds en 1960.

### Champion du monde

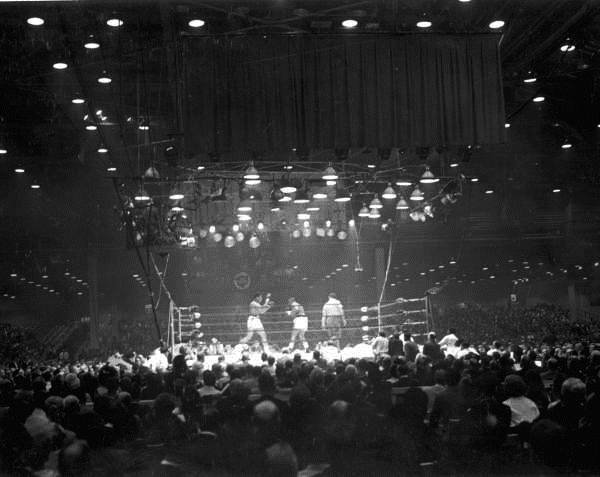
Championnat du monde des poids lourds entre Sonny Liston et Cassius Clay le 25 février 1964

Le 25 septembre 1962, il bat à Chicago, par KO au premier round, le champion du monde Floyd Patterson. Liston le retrouve l'année suivante en juillet à Las Vegas pour une revanche et le même scénario se répète à nouveau dès le premier round. Il est alors à son apogée, aussi inquiétant qu'impopulaire[réf. nécessaire].

### Sonny Liston contre Cassius Clay

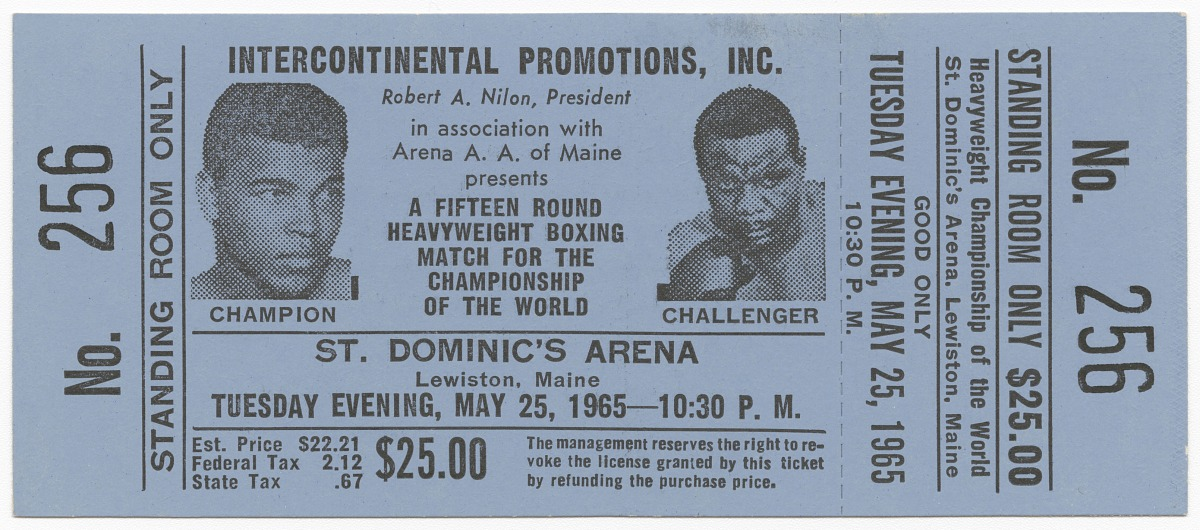
Ticket du combat entre Sonny Liston et Mohamed Ali le 25 mai 1965

Le 25 février 1964 à Miami, il défend une nouvelle fois son titre, contre le jeune Cassius Clay. Tous les journalistes donnent Liston vainqueur de Clay par KO au 1er round. Clay est néanmoins beaucoup plus jeune, en pleine forme, a remporté 19 combats professionnels de rang, a effectué plus de 100 combats amateurs et décroché une médaille d'or aux Jeux olympiques de Rome en 1960. Liston pour sa part mène une vie dissolue, n'a combattu que deux fois en deux ans et en tout, deux rounds contre le même adversaire. Il connaît sa première défaite, qui plus est avant la limite : sa force de frappe est inefficace face à un adversaire plus rapide et agile que lui mais surtout beaucoup plus accompli techniquement.
Pendant le quatrième round, Liston profite d’un temps mort pour appliquer une crème cicatrisante sur ses blessures au visage. Lorsque les coups reprennent, Clay se trouve partiellement aveuglé par cette pommade. Plusieurs analystes sont convaincus que l’entourage de Liston a volontairement badigeonné les gants de son protégé pour troubler la vue de son opposant. D’autres affirment que Cassius Clay a reçu de la crème dans les yeux après que ses propres gants ont été en contact avec les blessures de Liston. Le jeune boxeur envisage de déclarer forfait, mais finit néanmoins par surmonter la douleur et reprendre ses esprits. Dominé et l'épaule blessée, Liston abandonne à l'appel du 7e round.
Les deux combattants devaient s'affronter pour une revanche le 16 novembre 1964 mais Clay, qui se fait désormais appeler Mohamed Ali, est opéré pour une hernie. Le combat est reporté en mai 1965, à Lewiston (Maine). Au milieu du premier round, Liston tente un direct du gauche qui part de trop loin, et il est touché par un contre rapide d'Ali qui l'envoie à terre. La défaite rapide, la grande vitesse du coup d'Ali, surtout visible au ralenti, et la confusion lors de l'arrêt de Liston amènent une partie du public à croire à un combat truqué.

### Dernières années
Liston continue à boxer pendant encore 6 ans, remportant 15 autres victoires dont 14 avant la limite et ne subissant qu'une défaite par KO le 6 décembre 1969 contre Leotis Martin, pour le titre de champion nord américain NABF. Sa dernière victoire a lieu le 29 juin 1970 contre Chuck Wepner, qui abandonne à l'entame du dernier round.
Sa femme Geraldine, de retour de voyage, le retrouve mort dans leur domicile de Las Vegas le 5 janvier 1971. La date qui sera indiquée sur son certificat de décès est estimée par la police au 30 décembre précédent. Les causes de sa mort restent obscures : overdose ou meurtre ? La première option reste la plus probable malgré quelques points restant obscurs. Liston, tout au long de sa carrière, avait des liens importants avec la mafia, et depuis 1970, une rumeur court selon laquelle il était censé laisser gagner Chuck Wepner mais s'y était refusé par honneur. 

## Vie privée
Il se marie avec Geraldine Chambers en 1957, déjà mère d'une fille, d'un précédent mariage. Ensemble, ils adoptent un enfant, originaire de Suède. Paul Gallender, biographe de Liston, affirme que ce dernier était en réalité le père de plusieurs enfants, mais aucun conçu avec sa femme. Selon sa femme, interrogée par le magazine JET en 1963, Liston était « un homme bon et gentil, autant avec moi qu'avec les enfants ». Bien que largement analphabète en raison de sa faible éducation, Liston en tant qu'individu est un personnage très intéressant à étudier, et plus profond que ce qu'on connaît généralement de lui. L'ancien champion José Torres dit ainsi de lui qu'il n'a « jamais rencontré aucun sportif, joueur de baseball, de football ou de basketball plus intelligent que Sonny Liston ».

## Culture populaire
- Sa statue de cire figure au premier rang parmi les personnages sur la pochette de l'album Sgt. Pepper's Lonely Hearts Club Band du groupe britannique The Beatles[19].
- Le musicien britannique Mark Knopfler en a fait le sujet d'une de ses chansons, Song for Sonny Liston, de l'album Shangri-la[20].
- Il est le sujet de la chanson Walkin' Dynamite sur l'album Guitar and Drum du groupe irlandais Stiff Little Fingers[21].
- La chanson titre de l'album Comme Sonny cogne du groupe français 10 Rue d'la Madeleine fait référence au boxeur[22].
- La chanson Run For Cover du groupe Las Vegan The Killers fais référence au boxeur[23].
- Le roman noir Night Train de Nick Tosches publié en 2000 retrace la vie ténébreuse de Sonny Liston ; l'écrivain Hubert Selby, Jr. qualifie cette fiction historique de « fantastique ».
- Sonny Liston fait partie des personnages historiques intégrés au roman American Death Trip de la trilogie Underworld USA de James Ellroy[24].